# Nora
För andra betydelser, se Nora (olika betydelser).
Nora är en tätort och centralort i Nora kommun i Västmanland (Örebro län) med 6 633 invånare (2023) i tätorten. Nora är en av Sveriges bäst bevarade trästäder, vilket bidragit till att tätorten i dag har en ansenlig besöksnäring. Nora, med byggnader huvudsakligen från 1700- och 1800-talen, ingår i nätverket Tre Trästäder jämte Eksjö och Hjo. Nora utgjorde tidigare Nora stad med stadsrättigheter från den 20 december 1643.

## Etymologi
Namnet kommer av ordet nor som betecknar ett smalt sund som till exempel förbinder två sjöar, eller en avsmalning av en flod eller en grund vik med smal öppning.[källa behövs]

## Historik
Föga är känt från skriftliga handlingar om områdets äldsta historia. Den äldsta bergsordningen för Nora härrör från 1340. Nora kyrkebol fick 1527 enligt gammal hävd sin rätt som marknadsplats bekräftad av Gustav Vasa. Vid kyrkvallen fanns, förutom en mängd stall och kyrkbodar, även härbärgen och köpmansbodar. Omkring 1600 fanns 44 fasta gårdar i Nora, vilka alla ödelades i en brand 1608.
Nora ligger vid Norasjön och var centralort i Noraskog och Nora bergslag. Nora fick – samtidigt med Lindesberg - stadsrättigheter 1643. Statsmakterna hade förgäves sökt tvinga invånarna i Nora och Linde att flytta samman i en nybildad stad, Järle, varefter problemet löstes genom att ge stadsrättigheter till både Nora och Linde(sberg. Under åren 1642–1648 var Nora residensstad för Nora län, omfattande "Nora, Linde, Finnmarken och Grythyttan i Värmland". Nora län uppgick därefter i Örebro län.
År 1731 brann så gott som hela staden ned, och därefter ålades allt "onyttigt folk" att utflytta från staden, vilket drabbade 20 hushåll. Carl von Linné, som 1746 besökte Nora, anmärkte att Nora var "en liten stad med två långa och räta gator, tre tvärgator och ett stort grönt torg. Husen av trä med en våning, dock snygga". År 1749 hade staden 559 invånare, 1778 700 invånare, 1805 720 invånare, 1820 628 invånare och 1850 908 invånare, vilket var en mycket långsam tillväxt.
Nora kyrka var gemensam för Nora stad och Nora socken.
Nora fick järnvägsförbindelse redan 1856, då Nora-Ervalla Järnväg öppnades för trafik. Det var första gången ett tåg med maskinell drift (inte hästar) officiellt gick på järnväg i Sverige. Idag trafikeras banan och Nora station av Nora Bergslags Veteran-Jernväg. År 1875 tillkom Nora–Karlskoga Järnväg. Järnvägen och 1870-talets högkonjunktur för järnindustrin innebar ett uppsving för staden: 1880 hade Nora 1 536 invånare och 1910 2 009 invånare. Staden utvidgades huvudsakligen åt väster, År 1897 inköptes Hagby gård och ett vattenkraftverk uppfördes vid Hagbyån.

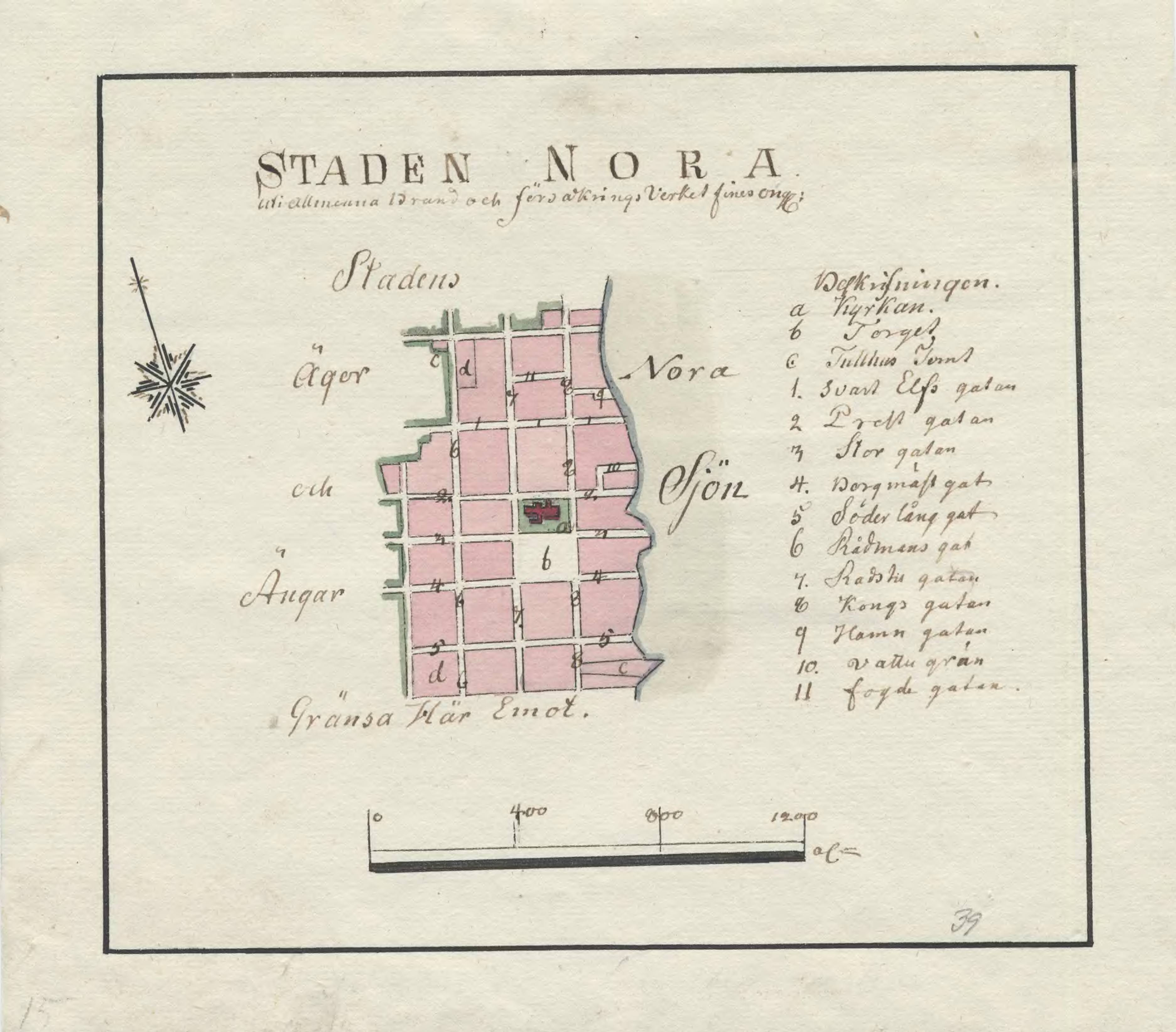
Karta över Nora från 1790-talet

### Militärstaden

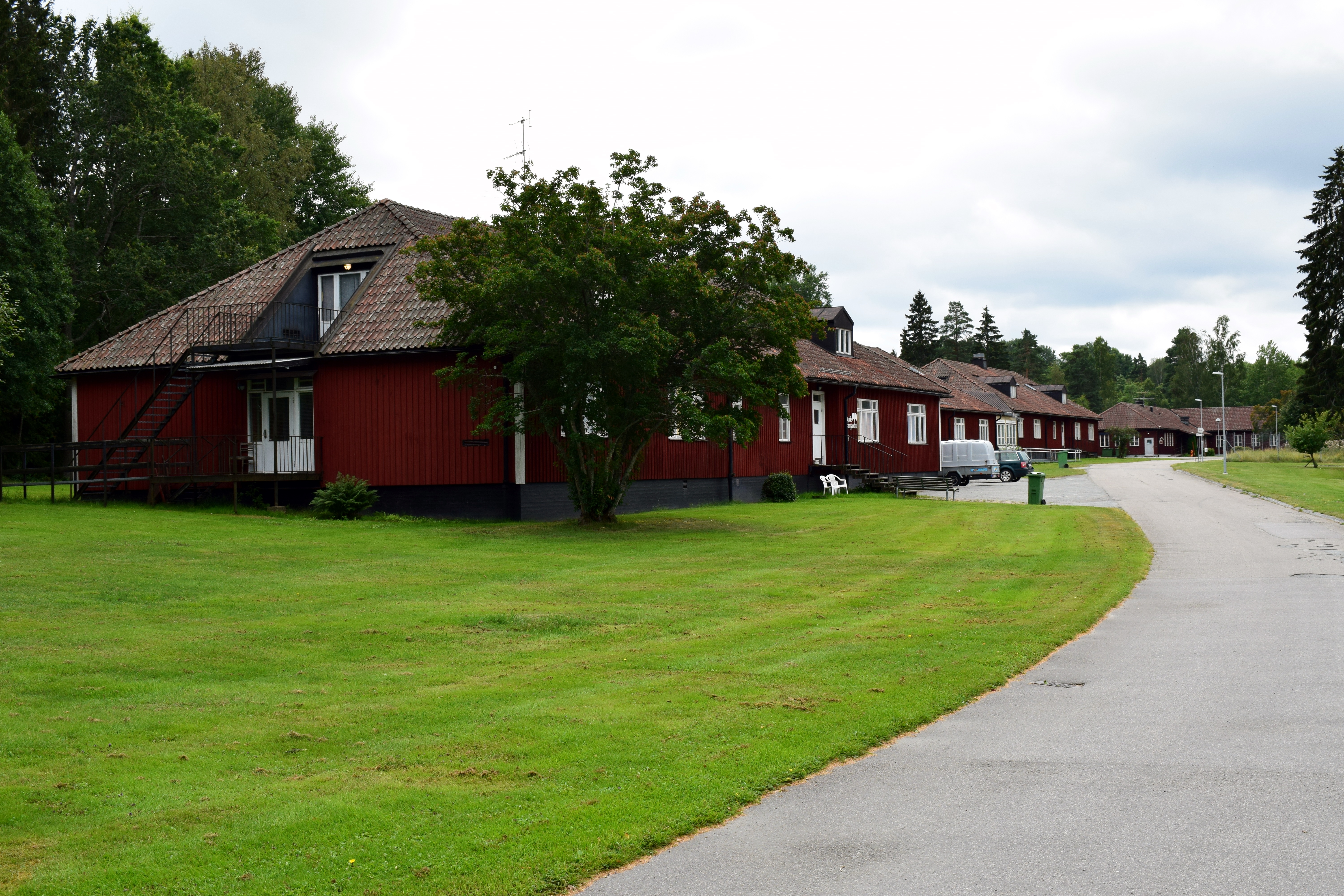
Kaserner och matinrättning vid det före detta detachementet.

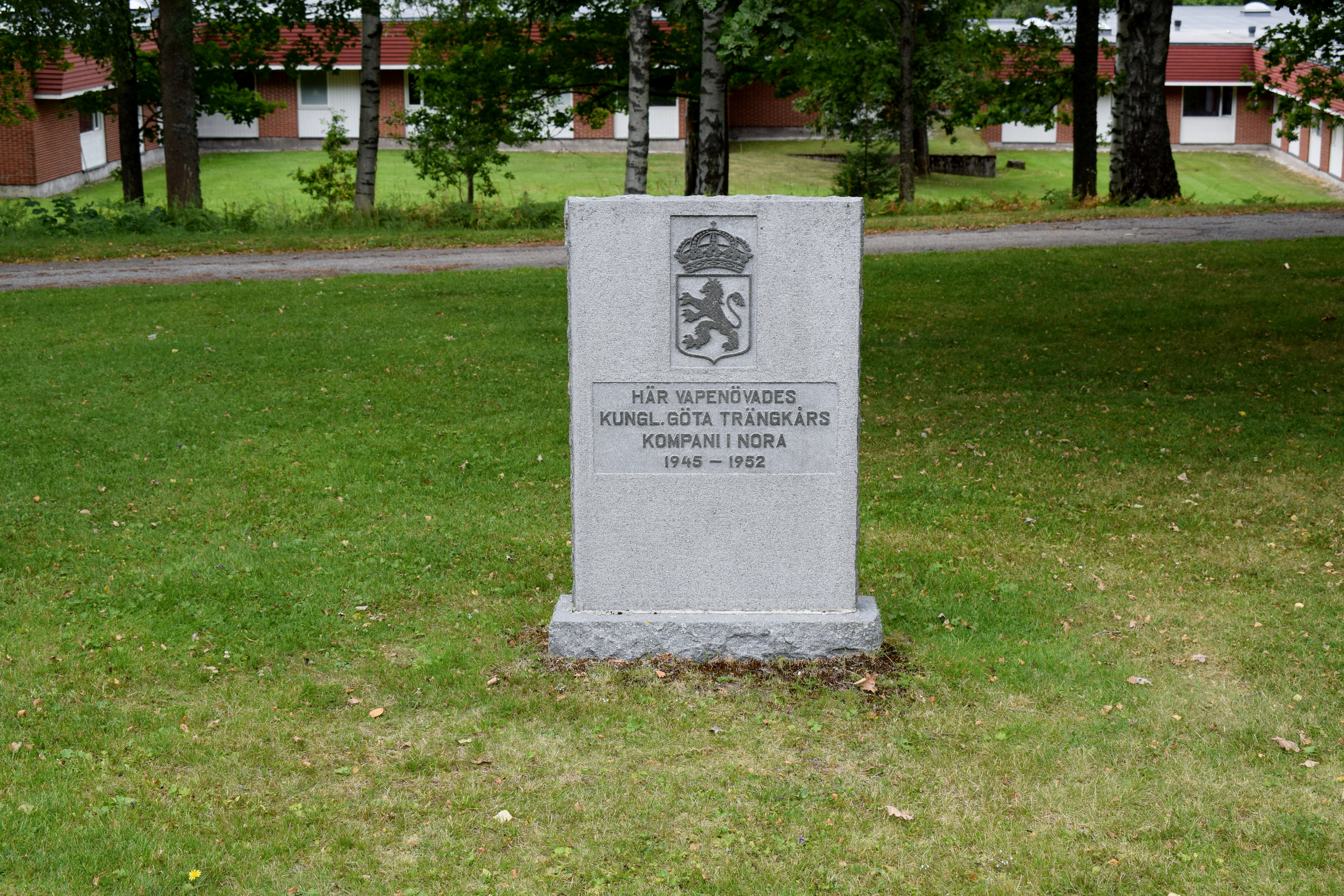
Minnessten vid Norvalla IP

I samband med den stora upprustning av Krigsmakten som inleddes genom försvarsbeslutet 1942, kom ett detachement ur trängtrupperna att förläggas till Nora. Bakgrunden var dels att det ansågs att förbanden inom Femte militärområdet behövde ett närbeläget trängförband att samöva med, dels säkerhetsskäl genom att sprida nyuppsatta förband inom trängtrupperna. Förläggningen i Nora kom att bli ett av trängtruppernas sex mobiliseringsområden.
År 1945 satte Göta trängkår (T 2) upp ett detachement i Nora under namnet Göta trängkårs kompani i Nora (T 2 N). År 1946 tillkom ett kompani till detachementet. Namnet på detachementet ändrades i samband med detta till Göta trängkårs detachement i Nora och från 1949 Göta trängregementes detachement i Nora. Detachement lydde under Göta trängregemente, men understöddes av Livregementets grenadjärer (I 3) i Örebro i form av förnödenheter. Den huvudsakliga uppgiften för detachementet bestod i sjukvårdstjänst och dess utbildningsstyrka bestod mellan 150 och 200 man och cirka 40 officerare samt civilanställda. Detachementets två kompanier var uppdelade för två olika ändamål. Ett kompani försåg trängtrupperna med underbefäl och soldater till etappsjukhusens kompanier. Det andra kompaniet utbildades till brigaderna inom militärområdet.
År 1951 beslöt riksdagen att detachementet skulle avvecklas. Beslutet om avveckling genomfördes 1952, bakgrunden till avvecklingen av detachementet var till en stor del en ekonomisk fråga och kom redan upp 1947. Dock behölls ett kompani under ett par år, vilket var förlagt till Livregementets grenadjärer (I 3) i Örebro. I samband med att Göta trängregementes kompani i Nora avvecklades, undersökte Försvarets fastighetsnämnd möjligheterna att förlägga Infanteriskjutskolan (InfSS) till Nora. Dock gick det inte att anskaffa, ett för Infanteriskjutskolan, användbart övningsfält i Noras närhet. Därmed blev inte heller någon flytt till Nora aktuell. År 1985 restes en minnessten vid detachementet, vilken tillsammans med idrottsplatsen Norvalla påminner om stadens tid som militärstad.

### Administrativa tillhörigheter
Nora stad ombildades vid kommunreformen 1862 till en stadskommun. År 1965 införlivades Nora socken/Noraskogs landskommun där tidigare en del av ortens bebyggelse legat. Efter utökning upptog samhällets bebyggelse bara en mindre del av stadskommunen yta. År 1971 uppgick Stadskommunen i Nora kommun med Nora som centralort.
I kyrkligt hänseende hörde Nora före 1974 till Nora stadsförsamling, därefter till Nora bergsförsamling som 2010 uppgick i Nora bergslagsförsamling.
Orten ingick till 1952 i domkretsen för Nora rådhusrätt, därefter till 1971 i Lindes och Nora domsagas tingslag. Från 1971 till 2005 ingick Nora i Lindesbergs domsaga och orten ingår sedan 2005 i Örebro domsaga.

### Befolkningsutveckling
| Befolkningsutvecklingen i Nora 1960–2020 | Befolkningsutvecklingen i Nora 1960–2020 | Befolkningsutvecklingen i Nora 1960–2020 | Befolkningsutvecklingen i Nora 1960–2020 | Befolkningsutvecklingen i Nora 1960–2020 |
| ---------------------------------------- | ---------------------------------------- | ---------------------------------------- | ---------------------------------------- | ---------------------------------------- |
|                                          |                                          |                                          |                                          |                                          |
| År                                       |                                          |                                          | Folkmängd                                | Areal (ha)                               |
| 1960                                     | 1960                                     |                                          | 4 101                                    |                                          |
| 1965                                     | 1965                                     |                                          | 4 468                                    |                                          |
| 1970                                     | 1970                                     |                                          | 4 681                                    |                                          |
| 1975                                     | 1975                                     |                                          | 5 515                                    |                                          |
| 1980                                     | 1980                                     |                                          | 6 235                                    |                                          |
| 1990                                     | 1990                                     |                                          | 6 306                                    | 638                                      |
| 1995                                     | 1995                                     |                                          | 6 648                                    | 645                                      |
| 2000                                     | 2000                                     |                                          | 6 398                                    | 645                                      |
| 2005                                     | 2005                                     |                                          | 6 496                                    | 646                                      |
| 2010                                     | 2010                                     |                                          | 6 526                                    | 645                                      |
| 2015                                     | 2015                                     |                                          | 6 597                                    | 601                                      |
| 2020                                     | 2020                                     |                                          | 6 653                                    | 606                                      |
| Anm.: Sammanvuxen med Pershyttan 1975.   |                                          |                                          |                                          |                                          |

## Stadsbild
Nora är en av Sveriges bäst bevarade trästäder, med byggnader huvudsakligen från 1700- och 1800-talen. Husen används fortfarande för butiker, hantverk och bostäder. År 1993 fick Nora tillsammans med Pershyttan och Nora Bergslags Veteran-Jernväg Europa Nostras medalj. År 2002 fick Nora Europa Nostras diplom för infogandet av det nya församlingshemmet i den gamla trästadens arkitektur. 
Sedan 1997 samarbetar Nora med Eksjö och Hjo i nätverket Tre Trästäder där alla tre deltagande städer har fått utmärkelsen Europa Nostra för arbetet med att bevara och vårda den unika bebyggelsen och kulturmiljöerna. 

## Bilder

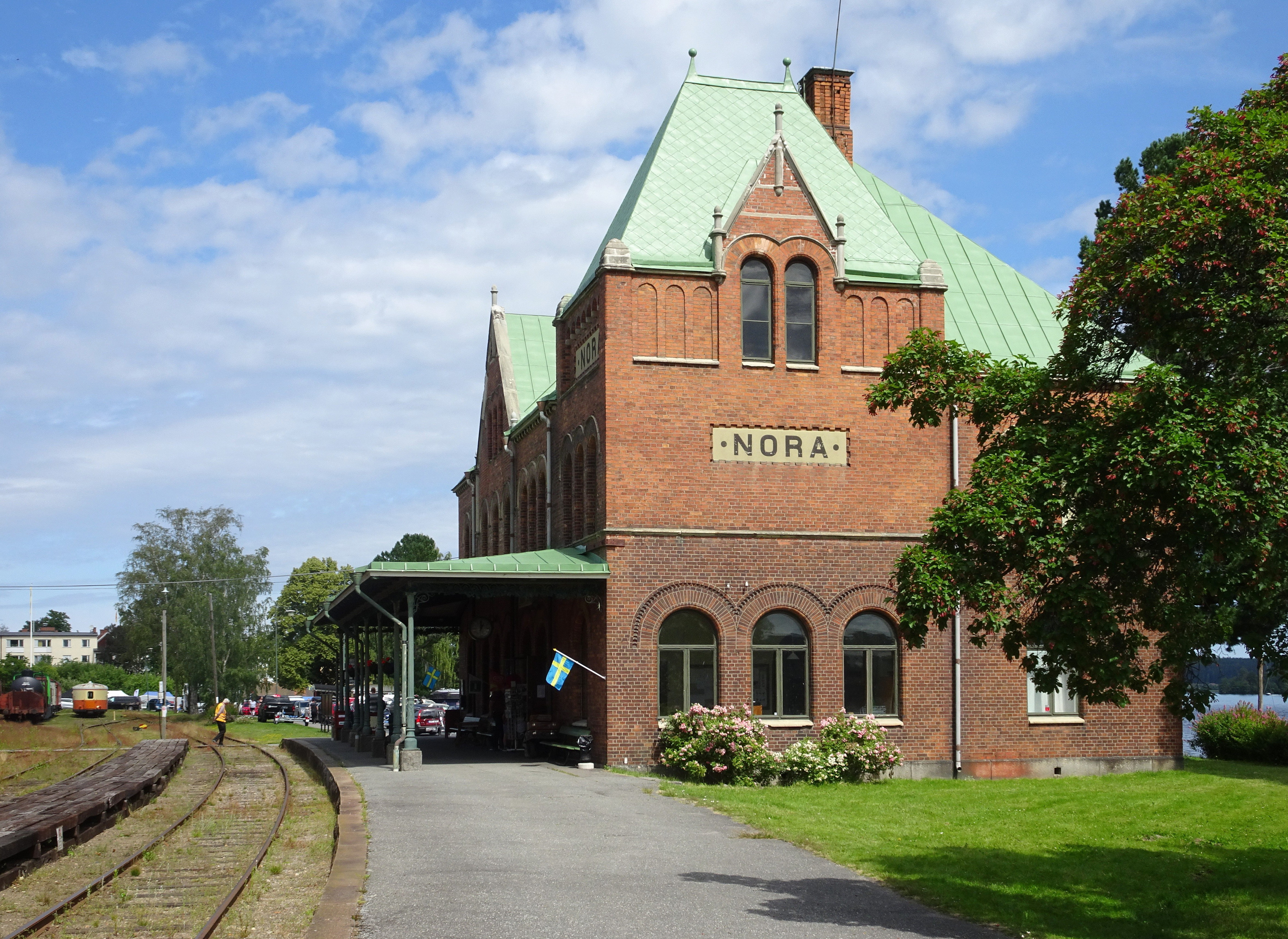
Nora stationshus.
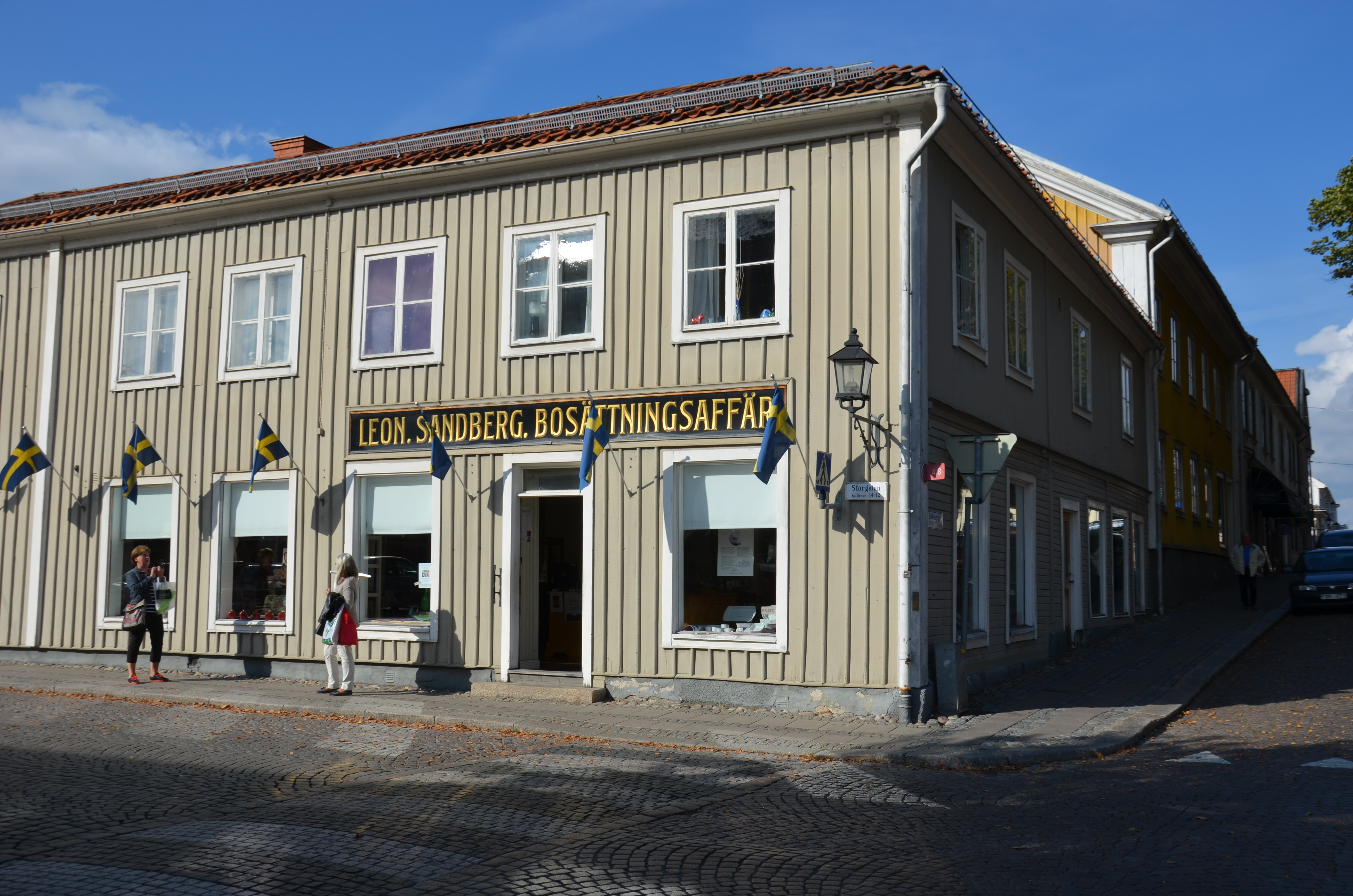
Leon. Sandbergs Bosättningsaffär.
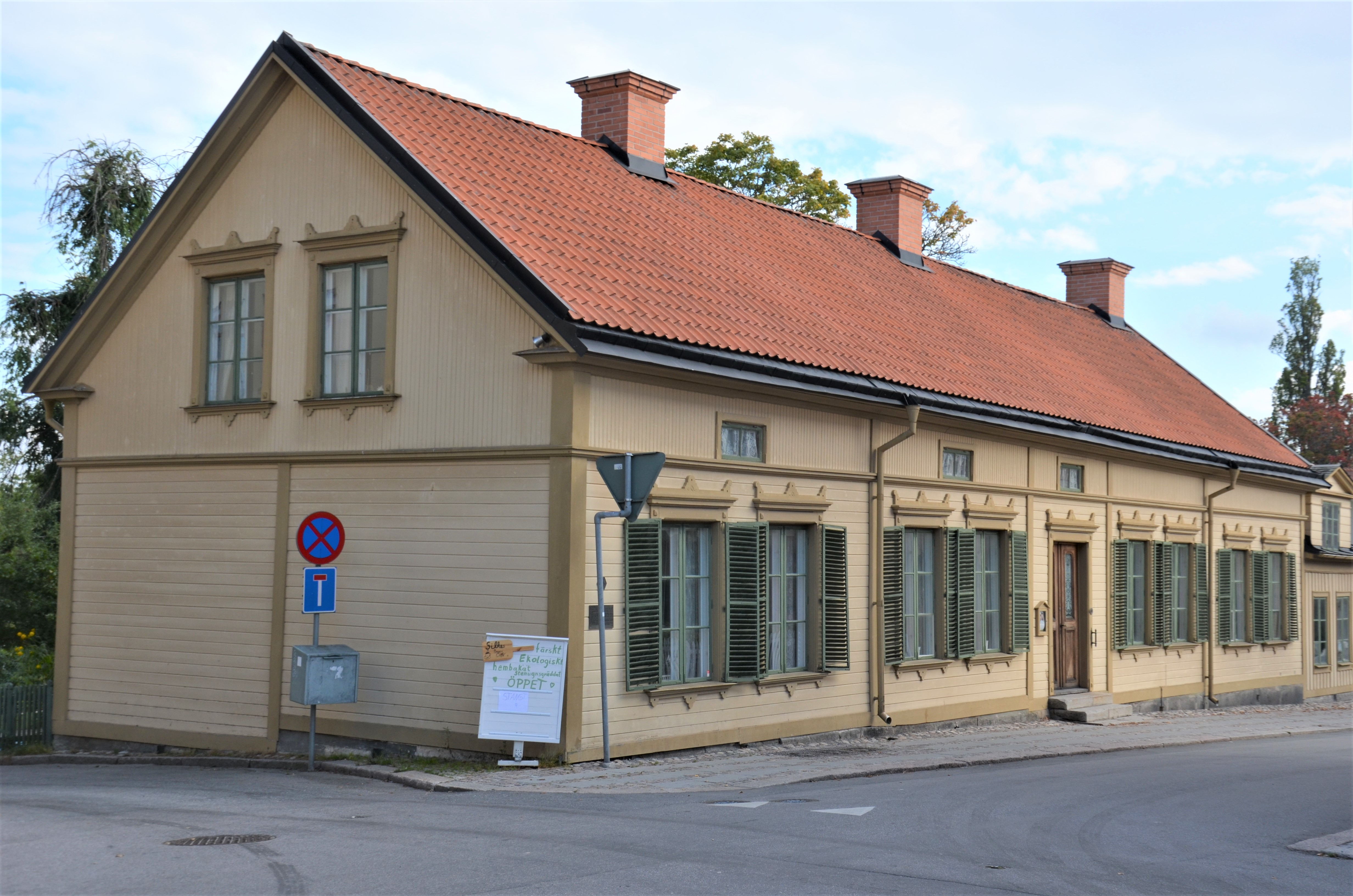
Göthlinska gården.
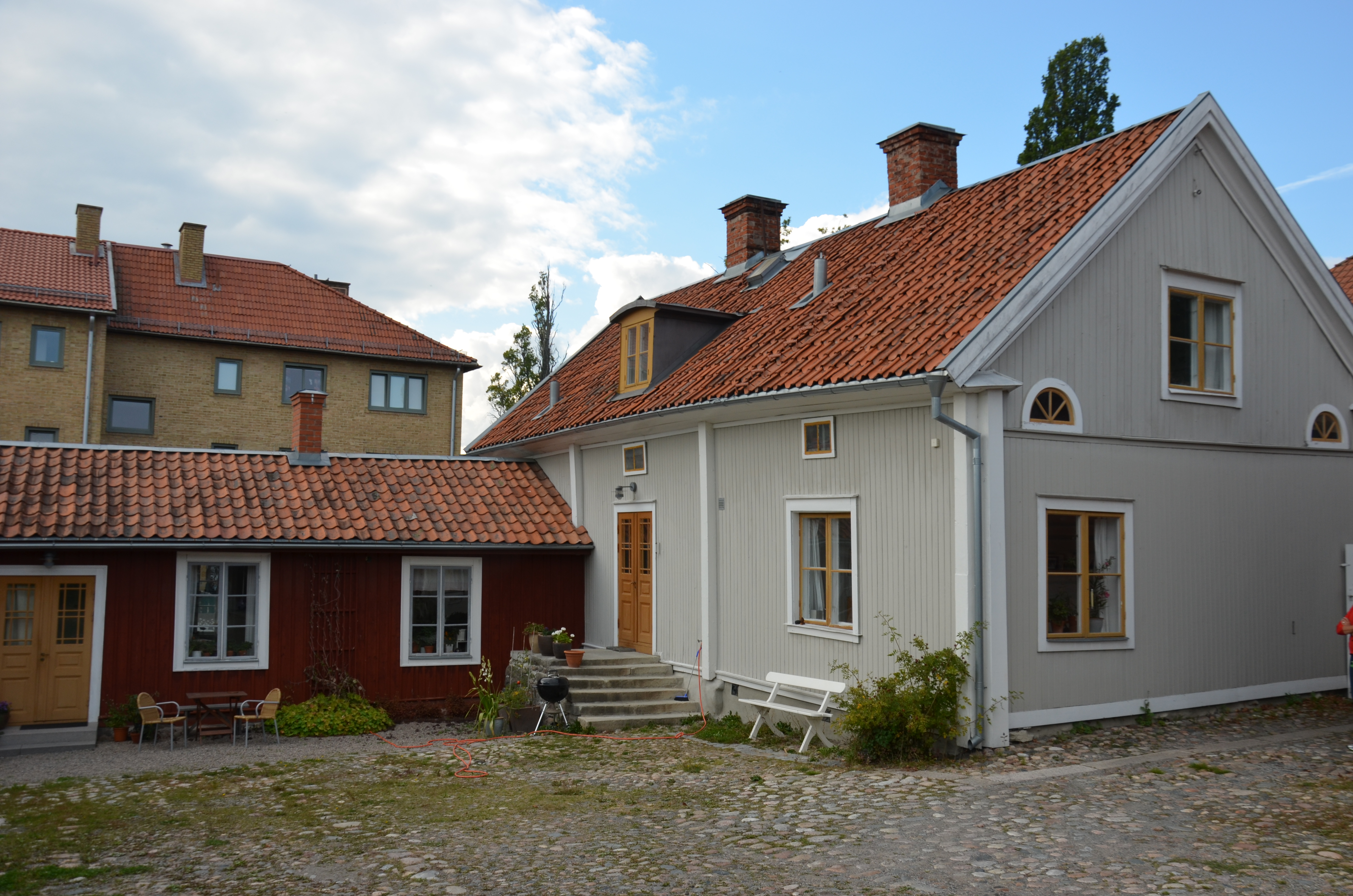
Åkaregården.
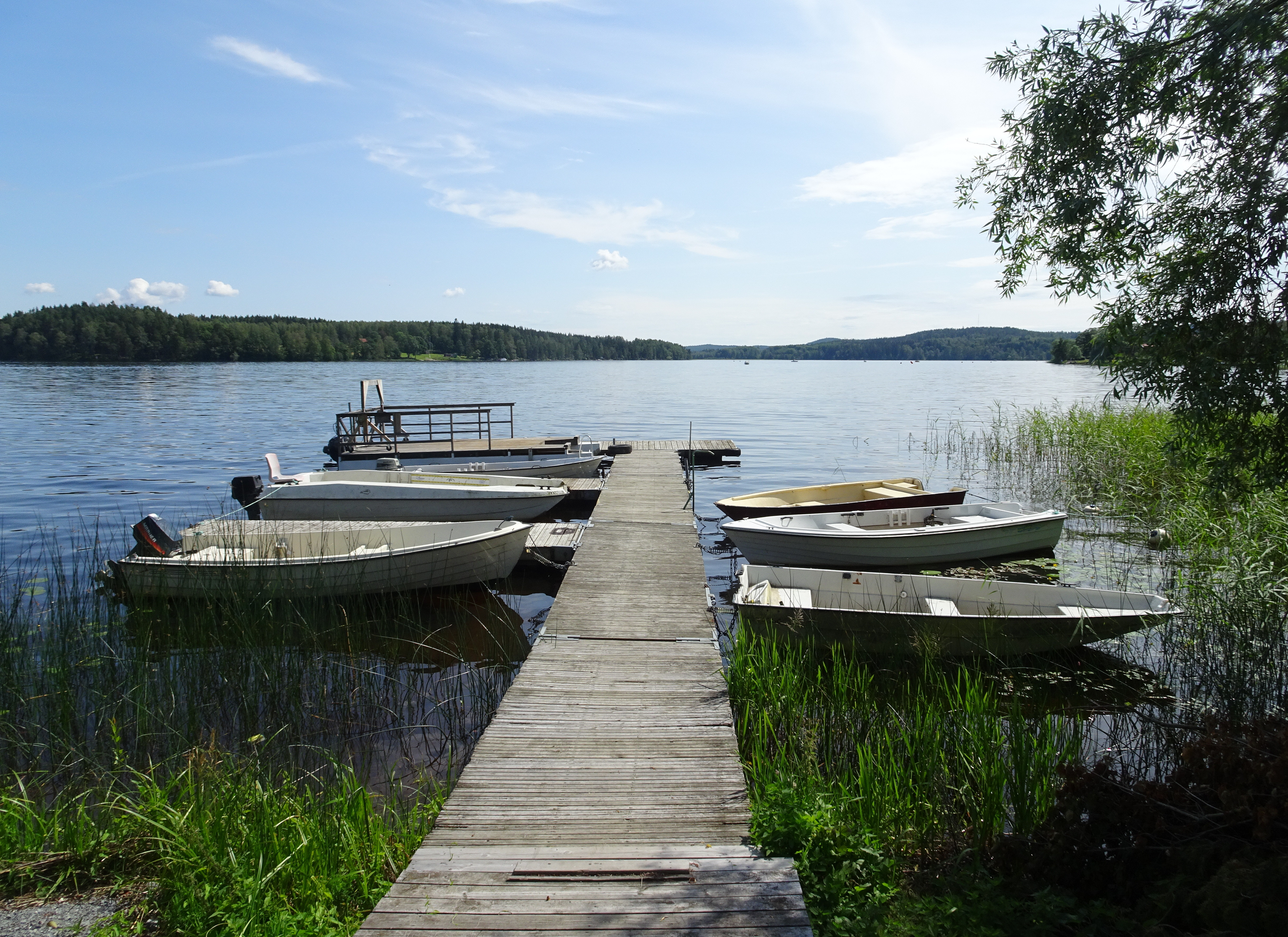
Norasjön.

## Evenemang
Nora marknad äger rum under tre dagar i slutet av augusti varje år och har under många år varit en av regionens största marknader. I sången Tre små gummor hålls marknaden i Nora och marknaden brukar besökas av runt 350 knallar och 50 000 besökare. I samband med marknaden finns tivoli och dansbana på en plats i södra delen av staden som i folkmun benämns som Skojarbacken.
Ljusstråk är en populär kultur- och konstrunda runt om i staden och kommunen under den första helgen i september som drar besökare från hela Örebro län samt närliggande län.
Nora julmarknad hålls andra advent på stadens gamla innergårdar.
Noradagarna firas i juli varje år med ett mindre tivoli, musik, veteranbilsuppvisning och modevisning på Nora torg.
Parkfesten är sedan 2008 en tvådagars musikfestival som hålls under sensommaren i Nora Folkets Park.

## Näringsliv

### Bankväsende
Nora sparbank grundades 1835 och var en fristående sparbank fram till år 1986 när den uppgick i Nya Sparbanken. Den tidigare sparbanksrörelsen i Nora såldes år 2000 till Bergslagens sparbank.
Örebro enskilda bank öppnade ett avdelningskontor i Nora år 1858. En folkbank för orten, Nora folkbank, öppnade år 1875. Folkbanken bytte namn till Nora kreditkassa år 1905 och uppgick i Örebro enskilda bank år 1910. Under 1900-talets första decennium tillkom även en filial för Lindesbergs bankaktiebolag (senare kallad Bergslagsbanken). Även den år 1917 grundade Örebro läns bank hade kontor i Nora. Denna bank uppgick snart i Göteborgs bank. Bergslagsbanken uppgick i Mälarebanken som år 1925 överlät kontoret i Nora till Göteborgs bank. Örebrobanken uppgick i Skandinaviska banken som länge hade ett kontor i Nora. I mars 1981 tog SEB över Götabankens kontor på orten.
Efter att SEB stängt var Bergslagens sparbank ensam bank på orten fram till år 2016 när Handelsbanken öppnade ett mindre kontor.

## Kända personer från Nora
Kriminalförfattaren Maria Lang (pseudonym för Dagmar Lange) tillbringade ofta sina somrar i Nora; efter sin pensionering bosatte hon sig permanent i staden, där hon även är begravd. I vissa av hennes romaner förekommer småstaden Skoga, som är modellerad efter Nora. Dagmar Lange är hyllad av staden med en byst invid Norasjön.

## Idrottsklubbar
- Nitro/Nora BS (Bandy)
- Nora Bågkytteklubb (Bågskytte)
- IFK Nora friidrott (Friidrott)
- Nora BK (Fotboll)
- IFK Nora handboll (Handboll)
- Nora IBK (Innebandy)
- Nora HC (Ishockey)
- IFK Nora långlöpning (Långlöpning)
- Norabygdens SK (Längdskidor)
- OK Milan (Orientering)
- Nora SS (Simning)
- Nora GK (Golf)